# Фирсов, Валентин Кириллович

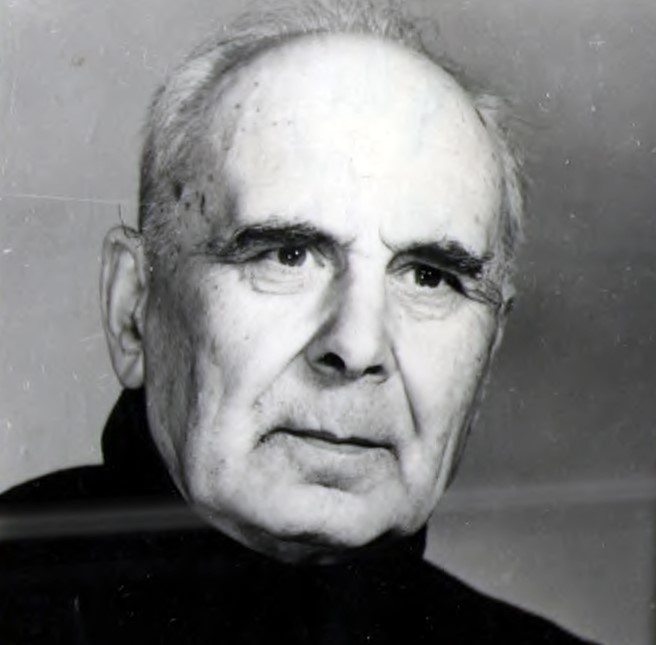
Валентин Кириллович Фирсов

Валентин Кириллович Фирсов (16 января 1911— 26 июля 2004) — советский тренер по баскетболу, первый в Свердловске заслуженный тренер РСФСР по баскетболу. Один из основателей и первый тренер женской баскетбольной команды «Динамо» из Свердловска (ныне — Екатеринбург). Братья: Георгий и Александр.

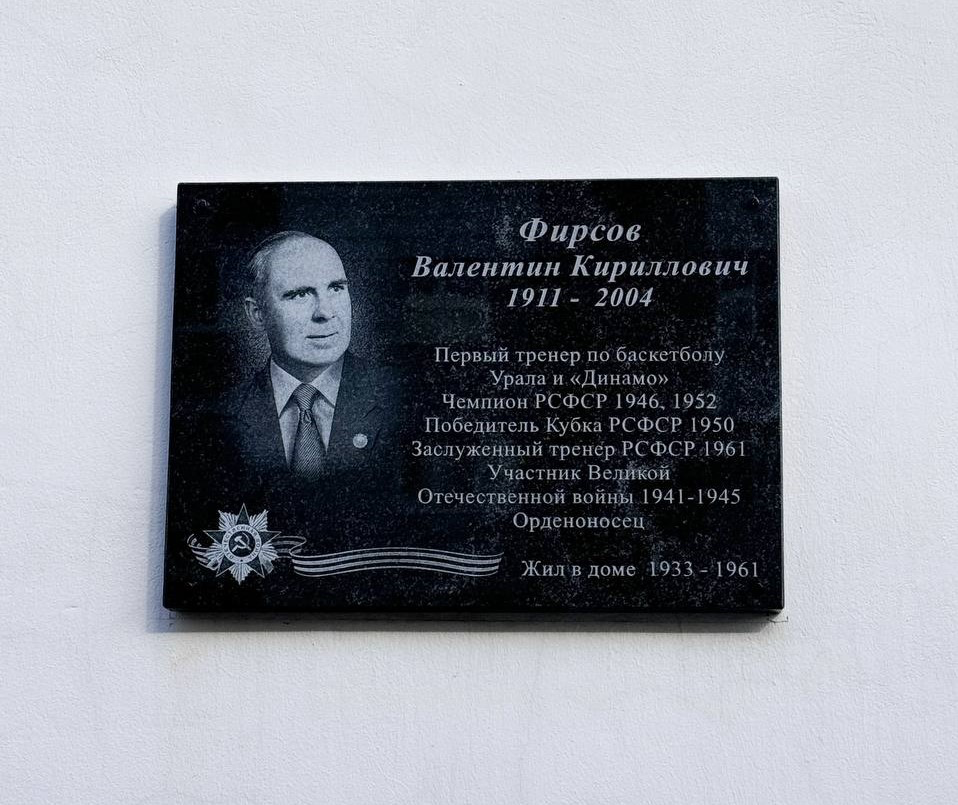
мемориальна доска

### Биография
Валентин Кириллович родился 16 января 1911 года в Свердловске. В годы Великой Отечественной войны участвовал в боевых действиях. За мужество и героизм был награждён Орденом Отечественной войны II степени .
После окончания войны продолжил свою деятельность в сфере физической культуры и спорта. С середины 1940-х годов занимался развитием баскетбола в Свердловске, где сыграл ключевую роль в организации и становлении женской баскетбольной команды «Динамо», которая вскоре стала одной из ведущих команд страны.

### Тренерская деятельность
Фирсов считается одним из основоположников женского баскетбола на Урале. Под его руководством команда «Динамо» (Свердловск) добилась значительных успехов, закрепив за собой репутацию одного из сильнейших коллективов Советского Союза.
Его педагогические принципы и подход к воспитанию спортсменок получили признание в широких спортивных кругах. Он внёс весомый вклад в развитие не только клубного, но и общего уровня женского баскетбола в стране.
В 1950-х годах Валентин Кириллович был удостоен почётного звания «Заслуженный тренер РСФСР» , став первым тренером по баскетболу в Свердловске , удостоенным этой награды.

### Наследие
После ухода из жизни 26 июля 2004 года память о Валентине Кирилловиче сохраняется благодаря проводимым в его честь турнирам. Например, в 2015 году состоялся Кубок памяти В. К. Фирсова, в котором приняли участие представители различных баскетбольных клубов. Турниры проводятся с участием членов семьи тренера, что подчёркивает важность его наследия для спортивного сообщества.
Также в спортивных и городских изданиях отмечаются юбилейные даты со дня рождения тренера, в том числе 110-летие, которое было отмечено в 2021 году.